# Coppa del Mondo di sci alpino 1976
La Coppa del Mondo di sci alpino 1976 fu la decima edizione della manifestazione organizzata dalla Federazione internazionale sci; ebbe inizio il 3 dicembre 1975 a Val-d'Isère, in Francia, e si concluse il 19 marzo 1975 a Mont-Sainte-Anne, in Canada. Nel corso della stagione si tennero a Innsbruck i XII Giochi olimpici invernali e i Campionati mondiali di sci alpino 1976, non validi ai fini della Coppa del Mondo, il cui calendario contemplò dunque un'interruzione durante il mese di febbraio.
In campo maschile furono disputate 25 gare (8 discese libere, 7 slalom giganti, 7 slalom speciali, 3 combinate), in 12 diverse località. Lo svedese Ingemar Stenmark si aggiudicò sia la Coppa del Mondo generale, sia quelle di slalom gigante e e di slalom speciale; l'austriaco Franz Klammer vinse la Coppa di discesa libera. L'italiano Gustav Thöni era il detentore uscente della Coppa generale.
In campo femminile furono disputate 26 gare (7 discese libere, 8 slalom giganti, 8 slalom speciali, 3 combinate), in 12 diverse località. La tedesca occidentale Rosi Mittermaier si aggiudicò sia la Coppa del Mondo generale, sia quella di slalom speciale; l'austriaca Brigitte Totschnig vinse la Coppa di discesa libera e la svizzera Lise-Marie Morerod quella di slalom gigante. L'austriaca Annemarie Moser-Pröll era la detentrice uscente della Coppa generale.

## Uomini

### Risultati
| Data             | Località                      | Nazione                 | Pista                          | Spec. | Primo              | Secondo          | Terzo                |
| ---------------- | ----------------------------- | ----------------------- | ------------------------------ | ----- | ------------------ | ---------------- | -------------------- |
| 5 dicembre 1975  | Val-d'Isère                   | Francia                 |                                | GS    | Gustav Thöni       | Ingemar Stenmark | Piero Gros           |
| 7 dicembre 1975  | Val-d'Isère                   | Francia                 |                                | DH    | Ken Read           | Herbert Plank    | Bernhard Russi       |
| 12 dicembre 1975 | Madonna di Campiglio          | Italia                  | 3-Tre                          | DH    | Franz Klammer      | Philippe Roux    | Erik Håker           |
| 14 dicembre 1975 | Madonna di Campiglio          | Italia                  | 3-Tre                          | GS    | Engelhard Pargätzi | Ernst Good       | Piero Gros           |
| 15 dicembre 1975 | Vipiteno                      | Italia                  |                                | SL    | Ingemar Stenmark   | Hansi Hinterseer | Piero Gros           |
| 20 dicembre 1975 | Schladming                    | Austria                 |                                | DH    | Dave Irwin         | Klaus Eberhard   | Herbert Plank        |
| 21 dicembre 1975 | Schladming                    | Austria                 |                                | SL    | Hansi Hinterseer   | Ingemar Stenmark | Piero Gros           |
| 5 gennaio 1976   | Garmisch-Partenkirchen        | Germania Ovest          | Gudiberg                       | SL    | Fausto Radici      | Piero Gros       | Ingemar Stenmark     |
| 9 gennaio 1976   | Wengen                        | Svizzera                | Lauberhorn                     | DH    | Herbert Plank      | Franz Klammer    | Bernhard Russi       |
| 9 gennaio 1976   | Garmisch-Partenkirchen Wengen | Germania Ovest Svizzera | Gudiberg Lauberhorn            | KB    | Walter Tresch      | Piero Gros       | Gustav Thöni         |
| 10 gennaio 1976  | Wengen                        | Svizzera                | Lauberhorn                     | DH    | Franz Klammer      | Philippe Roux    | Jim Hunter           |
| 11 gennaio 1976  | Wengen                        | Svizzera                | Männlichen/Jungfrau            | SL    | Ingemar Stenmark   | Piero Gros       | Christian Neureuther |
| 11 gennaio 1976  | Wengen                        | Svizzera                | Lauberhorn Männlichen/Jungfrau | KB    | Franz Klammer      | Gustav Thöni     | Walter Tresch        |
| 12 gennaio 1976  | Adelboden                     | Svizzera                | Chuenisbärgli                  | GS    | Gustav Thöni       | Ingemar Stenmark | Engelhard Pargätzi   |
| 17 gennaio 1976  | Morzine                       | Francia                 |                                | DH    | Franz Klammer      | Bernhard Russi   | Anton Steiner        |
| 18 gennaio 1976  | Morzine                       | Francia                 |                                | GS    | Franco Bieler      | Piero Gros       | Ingemar Stenmark     |
| 24 gennaio 1976  | Kitzbühel                     | Austria                 | Ganslern                       | SL    | Ingemar Stenmark   | Gustav Thöni     | Piero Gros           |
| 25 gennaio 1976  | Kitzbühel                     | Austria                 | Streif                         | DH    | Franz Klammer      | Erik Håker       | Josef Walcher        |
| 25 gennaio 1976  | Kitzbühel                     | Austria                 | Ganslern Streif                | KB    | Walter Tresch      | Jim Hunter       | Gustav Thöni         |
| 27 gennaio 1976  | Zwiesel                       | Germania Ovest          |                                | GS    | Ingemar Stenmark   | Gustav Thöni     | Hansi Hinterseer     |
| 5 marzo 1976     | Copper Mountain               | Stati Uniti             |                                | GS    | Greg Jones         | Phil Mahre       | Engelhard Pargätzi   |
| 7 marzo 1976     | Copper Mountain               | Stati Uniti             |                                | SL    | Ingemar Stenmark   | Steve Mahre      | Gustav Thöni         |
| 12 marzo 1976    | Aspen                         | Stati Uniti             |                                | DH    | Franz Klammer      | René Berthod     | Ernst Winkler        |
| 14 marzo 1976    | Aspen                         | Stati Uniti             |                                | SL    | Ingemar Stenmark   | Phil Mahre       | Gustav Thöni         |
| 18 marzo 1976    | Mont-Sainte-Anne              | Canada                  |                                | GS    | Heini Hemmi        | Piero Gros       | Ernst Good           |

Legenda:

DH = discesa libera

GS = slalom gigante

SL = slalom speciale

KB = combinata

### Classifiche

#### Generale

Ingemar Stenmark nel 1979

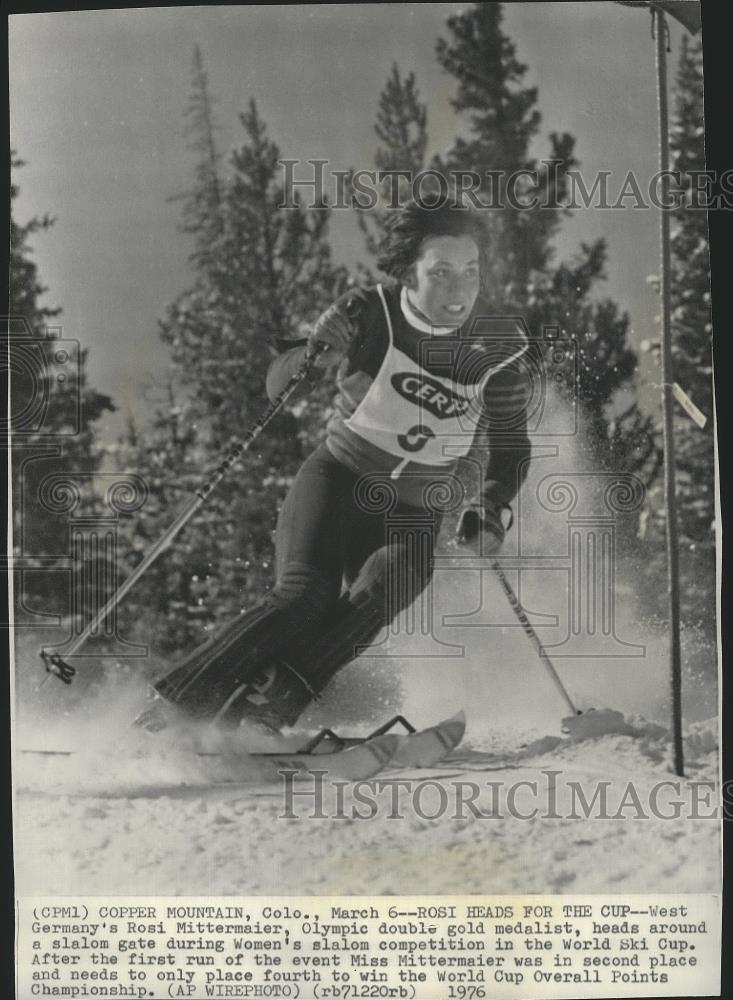
Rosi Mittermaier in gara nello slalom speciale di Copper Mountain del 6 marzo 1976, sua ultima vittoria in Coppa del Mondo

| Pos. | Nome               | Nazione  | Punti |
| ---- | ------------------ | -------- | ----- |
| 1    | Ingemar Stenmark   | Svezia   | 249   |
| 2    | Piero Gros         | Italia   | 205   |
| 3    | Gustav Thöni       | Italia   | 190   |
| 4    | Franz Klammer      | Austria  | 181   |
| 5    | Hansi Hinterseer   | Austria  | 98    |
| 5    | Walter Tresch      | Svizzera | 98    |
| 7    | Herbert Plank      | Italia   | 77    |
| 8    | Bernhard Russi     | Svizzera | 72    |
| 9    | Philippe Roux      | Svizzera | 71    |
| 10   | Engelhard Pargätzi | Svizzera | 67    |

#### Discesa libera
| Pos. | Nome           | Nazione  | Punti |
| ---- | -------------- | -------- | ----- |
| 1    | Franz Klammer  | Austria  | 125   |
| 2    | Herbert Plank  | Italia   | 77    |
| 3    | Bernhard Russi | Svizzera | 66    |
| 4    | Philippe Roux  | Svizzera | 63    |
| 5    | Dave Irwin     | Canada   | 47    |

#### Slalom gigante
| Pos. | Nome               | Nazione  | Punti |
| ---- | ------------------ | -------- | ----- |
| 1    | Ingemar Stenmark   | Svezia   | 88    |
| 2    | Gustav Thöni       | Italia   | 82    |
| 3    | Piero Gros         | Italia   | 78    |
| 4    | Engelhard Pargätzi | Svizzera | 67    |
| 5    | Ernst Good         | Svizzera | 56    |

#### Slalom speciale
| Pos. | Nome             | Nazione | Punti |
| ---- | ---------------- | ------- | ----- |
| 1    | Ingemar Stenmark | Svezia  | 125   |
| 2    | Piero Gros       | Italia  | 85    |
| 3    | Hansi Hinterseer | Austria | 58    |
| 3    | Gustav Thöni     | Italia  | 58    |
| 5    | Fausto Radici    | Italia  | 52    |

#### Combinata
Nel 1976 venne stilata, per la prima volta, la classifica della combinata, sebbene non venisse assegnato alcun trofeo al vincitore.
| Pos. | Nome          | Nazione  | Punti |
| ---- | ------------- | -------- | ----- |
| 1    | Walter Tresch | Svizzera | 65    |
| 2    | Gustav Thöni  | Italia   | 50    |
| 3    | Jim Hunter    | Canada   | 29    |
| 4    | Franz Klammer | Austria  | 25    |
| 5    | Anton Steiner | Austria  | 22    |

## Donne

### Risultati
| Data             | Località          | Nazione        | Pista                  | Spec. | Prima                 | Seconda            | Terza                 |
| ---------------- | ----------------- | -------------- | ---------------------- | ----- | --------------------- | ------------------ | --------------------- |
| 3 dicembre 1975  | Val-d'Isère       | Francia        |                        | DH    | Bernadette Zurbriggen | Irene Epple        | Marie-Theres Nadig    |
| 4 dicembre 1975  | Val-d'Isère       | Francia        |                        | GS    | Lise-Marie Morerod    | Rosi Mittermaier   | Monika Kaserer        |
| 10 dicembre 1975 | Aprica            | Italia         |                        | DH    | Brigitte Totschnig    | Elfi Deufl         | Cindy Nelson          |
| 11 dicembre 1975 | Aprica            | Italia         |                        | SL    | Lise-Marie Morerod    | Rosi Mittermaier   | Claudia Giordani      |
| 16 dicembre 1975 | Cortina d'Ampezzo | Italia         | Olimpia delle Tofane   | DH    | Evi Mittermaier       | Brigitte Totschnig | Bernadette Zurbriggen |
| 17 dicembre 1975 | Cortina d'Ampezzo | Italia         |                        | SL    | Fabienne Serrat       | Pamela Behr        | Rosi Mittermaier      |
| 17 dicembre 1975 | Cortina d'Ampezzo | Italia         | Olimpia delle Tofane ? | KB    | Rosi Mittermaier      | Brigitte Totschnig | Bernadette Zurbriggen |
| 7 gennaio 1976   | Meiringen         | Svizzera       |                        | DH    | Brigitte Totschnig    | Nicola Spieß       | Irmgard Lukasser      |
| 8 gennaio 1976   | Meiringen         | Svizzera       |                        | DH    | Bernadette Zurbriggen | Irmgard Lukasser   | Nicola Spieß          |
| 9 gennaio 1976   | Meiringen         | Svizzera       |                        | GS    | Monika Kaserer        | Danièle Debernard  | Marie-Theres Nadig    |
| 9 gennaio 1976   | Meiringen         | Svizzera       |                        | KB    | Cindy Nelson          | Rosi Mittermaier   | Hanni Wenzel          |
| 12 gennaio 1976  | Les Diablerets    | Svizzera       |                        | SL    | Lise-Marie Morerod    | Rosi Mittermaier   | Patricia Emonet       |
| 14 gennaio 1976  | Les Gets          | Francia        |                        | SL    | Danièle Debernard     | Monika Berwein     | Patricia Emonet       |
| 15 gennaio 1976  | Les Gets          | Francia        |                        | GS    | Lise-Marie Morerod    | Rosi Mittermaier   | Monika Kaserer        |
| 17 gennaio 1976  | Berchtesgaden     | Germania Ovest | Loipl                  | SL    | Christa Zechmeister   | Danièle Debernard  | Hanni Wenzel          |
| 18 gennaio 1976  | Berchtesgaden     | Germania Ovest | Loipl                  | GS    | Danièle Debernard     | Lise-Marie Morerod | Monika Kaserer        |
| 21 gennaio 1976  | Bad Gastein       | Austria        |                        | DH    | Doris De Agostini     | Marlies Oberholzer | Elfi Deufl            |
| 22 gennaio 1976  | Bad Gastein       | Austria        |                        | SL    | Rosi Mittermaier      | Claudia Giordani   | Cindy Nelson          |
| 22 gennaio 1976  | Bad Gastein       | Austria        |                        | KB    | Bernadette Zurbriggen | Monika Kaserer     | Betsy Clifford        |
| 25 gennaio 1976  | Kranjska Gora     | Jugoslavia     |                        | GS    | Lise-Marie Morerod    | Rosi Mittermaier   | Bernadette Zurbriggen |
| 26 gennaio 1976  | Kranjska Gora     | Jugoslavia     |                        | SL    | Lise-Marie Morerod    | Rosi Mittermaier   | Regina Sackl          |
| 5 marzo 1976     | Copper Mountain   | Stati Uniti    |                        | GS    | Rosi Mittermaier      | Cindy Nelson       | Bernadette Zurbriggen |
| 6 marzo 1976     | Copper Mountain   | Stati Uniti    |                        | SL    | Rosi Mittermaier      | Monika Kaserer     | Lise-Marie Morerod    |
| 12 marzo 1976    | Aspen             | Stati Uniti    |                        | DH    | Brigitte Totschnig    | Danièle Debernard  | Rosi Mittermaier      |
| 13 marzo 1976    | Aspen             | Stati Uniti    |                        | GS    | Lise-Marie Morerod    | Danièle Debernard  | Monika Kaserer        |
| 19 marzo 1976    | Mont-Sainte-Anne  | Canada         |                        | GS    | Monika Kaserer        | Fabienne Serrat    | Kathy Kreiner         |

Legenda:

DH = discesa libera

GS = slalom gigante

SL = slalom speciale

KB = combinata

### Classifiche

#### Generale
| Pos. | Nome                  | Nazione        | Punti |
| ---- | --------------------- | -------------- | ----- |
| 1    | Rosi Mittermaier      | Germania Ovest | 281   |
| 2    | Lise-Marie Morerod    | Svizzera       | 214   |
| 3    | Monika Kaserer        | Austria        | 171   |
| 4    | Bernadette Zurbriggen | Svizzera       | 170   |
| 5    | Danièle Debernard     | Francia        | 164   |
| 6    | Brigitte Totschnig    | Austria        | 155   |
| 7    | Fabienne Serrat       | Francia        | 125   |
| 8    | Cindy Nelson          | Stati Uniti    | 122   |
| 9    | Hanni Wenzel          | Liechtenstein  | 83    |
| 10   | Irene Epple           | Germania Ovest | 73    |

#### Discesa libera
| Pos. | Nome                  | Nazione  | Punti |
| ---- | --------------------- | -------- | ----- |
| 1    | Brigitte Totschnig    | Austria  | 106   |
| 2    | Bernadette Zurbriggen | Svizzera | 87    |
| 3    | Nicola Spieß          | Austria  | 52    |
| 4    | Irmgard Lukasser      | Austria  | 45    |
| 5    | Elfi Deufl            | Austria  | 46    |

#### Slalom gigante
| Pos. | Nome               | Nazione        | Punti |
| ---- | ------------------ | -------------- | ----- |
| 1    | Lise-Marie Morerod | Svizzera       | 120   |
| 2    | Monika Kaserer     | Austria        | 95    |
| 3    | Rosi Mittermaier   | Germania Ovest | 91    |
| 4    | Danièle Debernard  | Francia        | 82    |
| 5    | Fabienne Serrat    | Francia        | 51    |

#### Slalom speciale
| Pos. | Nome               | Nazione        | Punti |
| ---- | ------------------ | -------------- | ----- |
| 1    | Rosi Mittermaier   | Germania Ovest | 110   |
| 2    | Lise-Marie Morerod | Svizzera       | 90    |
| 3    | Danièle Debernard  | Francia        | 65    |
| 4    | Fabienne Serrat    | Francia        | 61    |
| 5    | Claudia Giordani   | Italia         | 52    |

#### Combinata
Nel 1976 venne stilata, per la prima volta, la classifica della combinata, sebbene non venisse assegnato alcun trofeo alla vincitrice.
| Pos. | Nome                  | Nazione        | Punti |
| ---- | --------------------- | -------------- | ----- |
| 1    | Rosi Mittermaier      | Germania Ovest | 45    |
| 2    | Bernadette Zurbriggen | Svizzera       | 43    |
| 3    | Cindy Nelson          | Stati Uniti    | 31    |
| 4    | Brigitte Totschnig    | Austria        | 31    |
| 5    | Monika Kaserer        | Austria        | 24    |